# Алиева, Нурана Ага Али кызы
Нурана Ага Али кызы Алиева (азерб. Nuranə Ağa Əli qızı Əliyeva; род. 21 августа 1992, Баку) — азербайджанская каратистка, чемпионка Европы 2016 года в командном зачёте, бронзовая призёрка чемпионатов Европы 2014 и 2018 годов и Исламских игр солидарности 2017 года.

## Биография
Нурана Ага Али кызы Алиева родилась 21 августа 1992 года в Баку. Учится в Азербайджанской государственной академии физической культуры и спорта.
В 2016 году на чемпионате Европы Нурана Алиева завоевала бронзовую медаль, одолев Эйрину-Кристину Кавакопуло из Греции.
На Европейских играх 2015 года в Баку Алиева в весовой категории до 50 кг выступила неудачно, проиграв все поединки в предварительном раунде.
На чемпионате Европы 2016 года в Монпелье Нурана Алиева в составе сборной Азербайджана заняла первое место в турнире команд по кумите.
На Исламских играх солидарности в 2017 году Алиева занял третье место и завоевала бронзовую медаль, одолев в решающей схватке индонезийскую спортсменку Сруниту Сукатендел.
В 2018 году на чемпионате Европы в городе Нови-Сад Алиева стала третьей. На чемпионате же Европы 2019 года Алиева остановилась в шаге от пьедестала.